# إيمانويل إيزونيريتي
إيمانويل إيزونيريتي (بالإنجليزية: Emmanuel Izonritei) (مواليد 31 أكتوبر 1978) هو ملاكم نيجيري، مثّل بلاده في الألعاب الأولمبية الصيفية 2004.

## روابط خارجية
إيمانويل إيزونيريتي على موقع أوليمبيديا (الإنجليزية)